# Danica Curcic
Danica Curcic (n. 27 august 1985, Belgrad, RS Serbia, RSF Iugoslavia) este o actriță de naționalitate sârbă din Danemarca.
Ea poate fi văzută în mai multe filme și seriale TV, ca: Fasandræberne, Stille hjerte, Lev stærkt, Gnist, Die Brücke - Transit in den Tod, Mankells Wallander, Over kanten, sau Lumină polară - ucigaș fără remușcări.

## Filmografie

### Film
| An   | Titlu              | Rol         | Note                                                        |
| ---- | ------------------ | ----------- | ----------------------------------------------------------- |
| 2012 | Over kanten        | Veronika    |                                                             |
| 2014 | Lev stærkt         | Signe       |                                                             |
| 2014 | The Absent One     | Kimmie      | Nominated—Bodil Award for Best Actress in a Supporting Role |
| 2014 | Silent Heart       | Sanne       | Bodil Award for Best Actress in a Leading Role              |
| 2014 | All inclusive      | Ditte       |                                                             |
| 2015 | Big Hero 6 (film)  | GoGo Tomago | Voce                                                        |
| 2015 | Guldkysten         | Caroline    |                                                             |
| 2015 | Lang historie kort | Maya        |                                                             |

### Televiziune
| An   | Titlu          | Rol           | Note        |
| ---- | -------------- | ------------- | ----------- |
| 2011 | Those Who Kill | Magretha      | 1 episod    |
| 2015 | Wallander      | Corina        | 1 episod    |
| 2013 | The Bridge     | Beate Frelle  | 5 episoade  |
| 2016 | Nobel          | Adella Hanefi | 8 episoade  |
| 2017 | The Mist       | Mia Lambert   | 10 episoade |